# Andrij Koelyk
Andrij Koelyk (Oekraïens en Russisch: Андрій Кулик) (Soemy, 30 augustus 1989) is een voormalig Oekraïens wielrenner die in 2019 nationaal kampioen werd op de weg.
Hij is de zoon van Alexander Koelyk, voormalig bondscoach van Oekraïne, die op 3 maart 2022 om het leven kwam tijdens de Russische inval in Oekraïne.

## Overwinningen
2010
6e etappe Bałtyk-Karkonosze Tour
2012
2e, 4e en 6e etappe Ronde van Roemenië
2014
5e etappe Ronde van Slowakije
2015
1e etappe Szlakiem Grodów Piastowskich
2e etappe Baltic Chain Tour
Eindklassement Baltic Chain Tour
2016
Visegrad 4 Bicycle Race - GP Slovakia
2019
 Oekraïens kampioen op de weg, elite

## Resultaten in voornaamste wedstrijden
|      | \| Jaar \| \| WK op de weg \| \| ---- \| \| ------------ \| \| 2016 \| \| opgave \| \| 2021 \| \| opgave \| |              |
| Jaar | | WK op de weg |
| 2016 | | opgave       |
| 2021 | | opgave       |

## Ploegen
- 2008 –  Danieli Cycling Team
- 2012 –  Kolss Cycling Team (vanaf 20-6)
- 2013 –  Kolss Cycling Team
- 2014 –  Kolss Cycling Team
- 2015 –  Kolss-BDC Team
- 2016 –  Kolss-BDC Team
- 2017 –  Kolss Cycling Team
- 2018 –  Beijing XDS–Innova Cycling Team
- 2019 –  Shenzhen Xidesheng Cycling Team
- 2020 –  Yunnan Lvshan Landscape